# Landesregierung Walheim II
Die Landesregierung Walheim II unter Landeshauptmann Alfred Walheim bildete in der 4. Gesetzgebungsperiode die Burgenländische Landesregierung von der Wahl Walheims zum Landeshauptmann am 25. November 1931 bis zur Wahl von Hans Sylvester zum Landeshauptmann am 22. Februar 1934. Walheims Vorgänger als Landeshauptmann Anton Schreiner war am 28. Oktober 1931 von seinem Amt zurückgetreten und zunächst mit der Fortführung der Geschäfte betraut worden. Am 25. November 1931 wurde Walheim zum neuen Landeshauptmann gewählt, Hans Sylvester rückte als Landesrat nach. Nach dem Ausbruch des Bürgerkriegs 1934 verbot die Bundesregierung des autoritären Ständestaates unter Bundeskanzler Engelbert Dollfuß die Sozialdemokratische Partei und legte durch eine Verordnung am 12. März 1934 das Erlöschen der Mandate der Landesräte und Abgeordneten der Sozialdemokratischen Partei fest. Dadurch verloren Landeshauptmann-Stellvertreter Ludwig Leser und Landesrat Ignaz Till am 12. März ihre Ämter.

## Regierungsmitglieder
| Amt                                                     | Name           | Partei                               | Zuständigkeitsbereiche |
| ------------------------------------------------------- | -------------- | ------------------------------------ | ---------------------- |
| Landeshauptmann                                         | Alfred Walheim | Nationaler Wirtschaftsblock/Landbund |                        |
| Landesrat                                               | Lorenz Karall  | Christlichsoziale Partei-Heimwehr    |                        |
| Landesrat                                               | Hans Sylvester | Christlichsoziale Partei-Heimwehr    |                        |
| Landesrat                                               | Johann Wagner  | Christlichsoziale Partei-Heimwehr    |                        |
| Vorzeitig ausgeschiedene Mitglieder der Landesregierung |                |                                      |                        |
| Landeshauptmann-Stellvertreter                          | Ludwig Leser   | Sozialdemokratische Partei           |                        |
| Landesrat                                               | Ignaz Till     | Sozialdemokratische Partei           |                        |